# كلاوديو ساليناس
كلاوديو ساليناس (بالإسبانية: Claudio Salinas)‏ هو لاعب كرة قدم ومدرب كرة قدم تشيلي، ولد في 24 أبريل 1976 في فالبارايسو في تشيلي. لعب مع سانتياغو واندررز وكولو-كولو.